# Buchhagen
Buchhagen ist ein Ortsteil der Kleinstadt Bodenwerder im niedersächsischen Landkreis Holzminden. Bis 1832 gehörte der Ort mit 14 weiteren Dörfern zur Niederbörde des Amtes Wickensen. Buchhagen ist das letzte der ursprünglichen Hägerdorfer, welche sich als Siedlungsform vor allem in der Deutschen Ostsiedlung weit verbreiteten.

## Geographie
Der Ort liegt zwei Kilometer entfernt östlich vom Kernbereich von Bodenwerder an der Kreisstraße K 17. Mitten im Ort floss der Mühlgraben, der heute kein Wasser mehr führt. Nördlich vom Ort fließt die Lenne, ein rechter Zufluss der Weser.

## Namensformen und -herkunft
Der Ort wurde 1291 als Borkhagen, 1304 als Bochaghen, 1545 als Boickhagen und im Jahr 1650 als Bochhaghen bezeichnet. Der Name weist auf eine Hägersiedlung hin, die vermutlich bereits im frühen 12. Jahrhundert bestand. Die ersten Gehöfte wurden mit Hagebuchen abgegrenzt. Der Name Hagebuche leitet sich vom althochdeutschen „haganbuoche“ ab, wobei hag „Einzäunung“, „Hecke“ bedeutet. Die Hagebuche ist der Rotbuche nur äußerlich in Größe, Form, Rinde und Nervenmuster der Blätter ähnlich. Im Habitus und in den Früchten sind beide Baumarten völlig verschieden. Die Hagebuche zeichnet sich durch eine hervorragende Schnittfähigkeit aus, weswegen sie zu Hecken geformt werden kann. Als Wald angepflanzt, wird sie als Hainbuche bezeichnet, woher auch der Begriff Hain „kleiner Wald“ als Wortbildung zu Hag herrührt.

## Geschichte

### Mittelalter
Der 16. Mai 1108 wurde als Datum für die Sammlung von Flamen in Merseburg genannt, welche sich für eine Ansiedlung in die damals noch teilweise slawisch bewohnten östliche Gebieten des Heiligen Römischen Reiches zur Verfügung stellen wollten. Die Flamen nahmen nach verheerenden Sturmfluten im eigenen Land gerne neue Siedlungsgebiete an. Am 30. Mai 1108 war in Merseburg der deutsche König und nachmalige Kaiser Heinrich V. nachweislich zugegen. Um die Neusiedler hatten in der „Epistola pro auxilio adversus paganos“ der Magdeburger Erzbischof Adalgod von Osterburg (1107 bis 1119) und der Bischof Walram von Naumburg (1091 bis 1111) geworben. Empfänger des Schreibens waren unter anderem der Graf Robert II. von Flandern (1093 bis 1111), die Bischöfe von Flandern und Lothringen sowie die flandrischen Geistlichen Bertulf, Lambert und Tankred, aber auch der damals wichtige Halberstädter Bischof Reinhard von Blankenburg und die anderen sächsischen Bischöfe, darunter auch Bischof Udo von Hildesheim (1079 bis 1114). Nach einer Urkunde des Erzstiftes Magdeburg wurde damit geworben, dass das Land reich gesegnet sei mit Fleisch, Honig und Mehl („sed terra eorum optima carne, melle, farina“). Das Schreiben führte des Weiteren aus: „… ihr ruhmvollen Flandrer, Bezwinger der Welt, hier könnt ihr Eure Seelen erretten und – wenn ihr wollt – das beste Land zum Siedeln bekommen.“
Dennoch wurde wegen der unsicheren Sicherheitslage für Neusiedler in den noch slawisch bewohnten östlichen Reichsteilen kein nennenswerter Gebrauch von diesem Angebot gemacht. Dieses Interesse lenkte Bischof Udo von Hildesheim in neue Bahnen und warb darum, dass die Flamen die damals noch unerschlossenen Waldgebiete im Weser- und Leinebergland und hierbei besonders den Vogler bei Eschershausen besiedeln. Ihre Rechte wurden im Eschershäuser Hägerrecht festgeschrieben. Die Hägerkolonisation wurde ein sehr erfolgreiches Modell und verbreitete sich in etwas anderer Form vom Taunus über Vorpommern bis nach Osteuropa und ging somit der deutschen Städtegründung im Osten voraus. Allerdings fielen fast alle der Hägerhufensiedlungen im Ursprungsgebiet um Eschershausen wieder wüst. Heute geht man von mindestens 30 Wüstungen in diesem Gebiet aus (Hagen, Langenhagen, Hillekenhagen, Wiehagen, Itzhagen, Nienhagen, Altenhagen und andere Hägerdörfer ohne die Bezeichnung -hagen). Einzig Buchhagen ist ein noch bestehender Hägerort, allerdings ohne die ursprüngliche Hägerhufenflur. Heinrichshagen hingegen ist keine Hägerhufensiedlung. Der Name des Dorfes geht auf einen „Waldhagen“ zurück. Vermutlich handelt es sich um eine späte Gründung des Herzogs Heinrich II. von Braunschweig-Wolfenbüttel (1514–1568). Der Waldhagen erhielt den Namen des Herzogs.
Eine weitere Gruppe landsuchender Holländer begann zeitgleich zu Beginn des 12. Jahrhunderts mit der Hollerkolonisation des von Sturmfluten bedrohten Marschlandes der Weser und Elbe. Sie wurden nach der Gründung des Erzbistums Lund (1104) durch den nun in seinen Expansionsplänen gehinderten Erzbischof Friedrich I. von Bremen zur inneren Kolonisation in sein Stift geholt und legten dort wahrscheinlich ab 1113 (nach anderen Quellen ab 1106) planmäßig neue Marschhufendörfer an.
Die ersten urkundlich erwähnten Einwohner des Ortes Buchhagen entstammen dem Adelsgeschlecht von Hake. Seit 1256 nachweislich, waren sie vor allem im Calenberger Land ansässig und besaßen schon seit Anfang des 14. Jahrhunderts den „Bochaghen“ als Lehnsgut vom Bischof von Minden (damals Gottfried von Waldeck, 1304–1324). 1460 kauften die Hakes von Metteke von Bokhagen, einer Tochter des damals bereits verstorbenen Hinrich Bokhagen, deren Erbgut für 11 Rheinische Gulden und eine lebenslange Rente von 3 Maltern Roggen jährlich. Der Vertrag wurde „uppe dem Thy to Brake“, dem Thingplatz von Kirchbrak, abgeschlossen und später vor dem Gogreven Crassebergh in Bodenwerder als gerichtlicher Kaufvertrag bestätigt.

### Neuzeit
Ursprünglich gab es nur Hägerhöfe in Buchhagen, welche aber seit der Zeit des Deutschen Bauernkrieges ihre Rechte immer mehr einbüßten. 1545 existierten deswegen nur noch zwei Hägerhöfe, dazu die Schäferei und ein Halbspänner. 1580 war der erste Hägerhof auf einen Nachfolger übergegangen. In diesem Jahr wurden erstmals zwei Kötherinnen verzeichnet. 1625 – mitten im Dreißigjährigen Krieg – war der eine Hägerhof auf einen Nachfahren eines Halbspänners übergegangen.
Zwei Jahre nach dem Ende des Dreißigjährigen Krieges wurde 1650 nochmals ein völliger Umschwung im Ort verzeichnet. Es hatte nur noch ein Hägerhof überlebt.
Parallel zu dieser Entwicklung verlief der Aufstieg der Familie von Hake am Ort. So waren die Hakes schon zu Beginn der Aufzeichnungen des Wickenser Erbregisters im Jahre 1545 mit Ernst Hake Grundherr aller Höfe in Buchhagen. 1580 war dies sein Sohn Hartung Hake. Bis zum Ende des 17. Jahrhunderts wurde die Familie nur mit dem Namen Hake bezeichnet. Ihr Wappen ist in der Kirche zu Kirchbrak am Altar und auf verschiedenen Grabsteinen zu finden, des Weiteren in Buchhagen selbst an einem Scheunengebäude von 1772. Nach der Einziehung der beiden Hägerhöfe  nach 1650 durch die Hakes bestanden 1760 nur noch vier Höfe:
Alle Ländereien zusammen ergaben die Größe von 216 Morgen. Den von Hakes auf Schloss Hasperde stand der Zehnte von 155 Morgen, und der Pfarre von Bodenwerder der Zehnte von 52 Morgen zu. 10 Morgen Rottland waren zehntfrei. Der Zehnte war „in natura“ von allen Früchten des Feldes zu entrichten. Die von Hakesche Schäferei mit ihren 200 bis 250 Schafen besaß das Recht, außer auf der Buchhager auch auf der Linser Feldmark von Ende Bartholomae (Ende August) bis zum Liebfrauentag (Anfang Dezember) zu hüten. Zu den hakeschen Ländereien gehörten auch alle Buchhager Forsten mit 681 Morgen. Demzufolge stand den von Hakes auch die niedere Jagd zu, während sich der Landesherr das Regal der höheren Jagd vorbehalten hatte. Die Äcker im Lennetal wurden noch als verhältnismäßig gut eingestuft, während die an den Berghängen als steinig und kaum mit guter Erde bedeckt beschrieben wurden. Deswegen wurde auch die Viehzucht als nicht besonders, aber noch hinlänglich bezeichnet. Der Anbau und die Weiterverarbeitung des Flachses unter anderem zu Bauernleinen stellten eine für die Region typische Nebenerwerbsquelle dar.

### Postanbindung

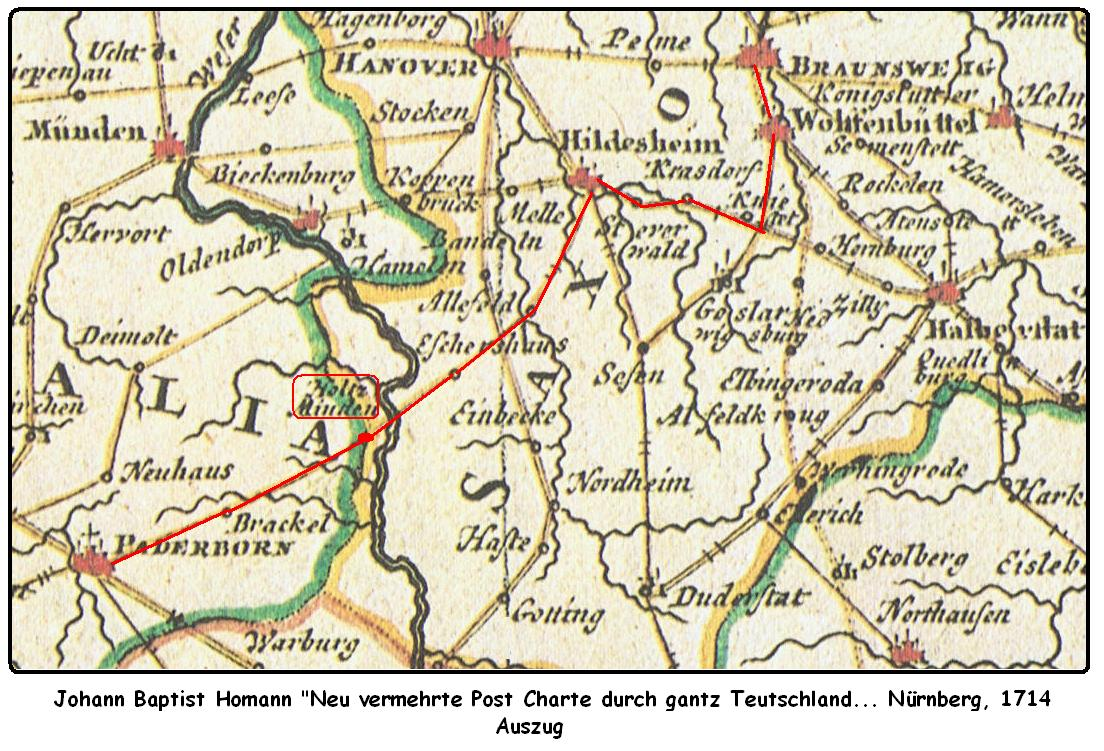
Johann Baptist Homann „Neu vermehrte Post Charte durch gantz Teutschland nach Italien, Franckreich. Niederland, Preußen, Polen, und Ungarn / Postarum seu Veredariorum Stationes per Germaniam et Provincias Adiacentes“ Nürnberg, J.B. Homann, 1714

Herzoglich Braunschweigische Poststempel

Frühe Poststempel von Halle an der Weser

Für Eschershausen wird erstmals 1686 von einer Poststation der Kaiserlichen Reichspost berichtet, die bis 1790 Bestand gehabt haben soll. Betreiber der Kaiserlichen Reichspost waren Mitglieder der Familie der Taxis, die sich ab 1650 mit kaiserlicher Genehmigung in Thurn und Taxis umbenannten und ohne Unterbrechung die Generalpostmeister stellten. Die Zentrale befand sich bis 1701 in Brüssel, der Hauptstadt der Spanischen Niederlande, wurde jedoch im Spanischen Erbfolgekrieg nach Frankfurt und 1748 nach Regensburg verlagert. Erst mit der Niederlegung der Reichskrone im Jahre 1806 durch Kaiser Franz II. und der Auflösung des Heiligen Römischen Reiches endete die Kaiserliche Reichspost. Eine 1743 eingerichtete Fahrpost von Braunschweig nach Holzminden über Seesen, Gandersheim und Eschershausen diente der Postversorgung, auch für die Orte ohne Postanstalt.
Seit 1804, also vor der westfälischen Besatzungszeit (1808–1813) bestand in Eschershausen eine Postanstalt. Hier wurden die Briefe eingesammelt und der durchfahrenden Post mitgegeben. Um 1810 wurde der Einzeiler „Eschershausen“ verwendet.
Die Straße zwischen Einbeck – Eschershausen – Hameln führt auch über Halle an der Weser. Auf dieser Straße verkehrte seit 1777 eine Extrapost.
Halle im Königreich Westphalen, im Departement der Leine im Distrikt Einbeck wird im „Verzeichnis aller westfälischen Postbüros“ vom 19. Oktober 1810 als Postexpedition aufgeführt.
Buchhagen gehörte zu der am 24. März 1850 errichteten Post-Expedition zu Halle a. d. Weser, welche „zum 1.4. c dem Kaufmann Godelmann übertragen“ war. Dieser Name findet sich bis 1875 in den Adressbüchern als Eduard Godelmann (1850–1875). Die „Braunschweigische Anzeigen“ berichten am 18. Juni 1867, dass die Landbriefträger von Halle an der Weser nach Kriepke, Heyen (Fährhaus) Thran, Linse und Buchhagen sowie nach Dohnse, weiter nach Hunzen und Tuchfeld und nach Wegensen gehen.
Zwischen 1863 und 1885 wird noch der Posthalter Ludwig Hundertmark im Adressbuch genannt, es wird hier eine Poststation zum Pferdewechsel gegeben haben.
Seit der Eröffnung 1850 ist ein Zweikreisstempel mit Ortsangabe Halle A/Weser”, bei dem das Datum handschriftlich einzutragen war bekannt. Ab 1854 wird ein Rechteckstempel mit Datum und Uhrzeit angeschlagen. Zur Entwertung der Postwertzeichen verwendete man den Rostrautenstempel mit der Nummer „18“.
Als Leiter der Poststelle wird 1876 wieder Eduard Godelmann, diesmal als Postverwalter, (1876–1884) aufgeführt. Auch in der Postagentur, in die die Poststelle umgewandelt wurde, war ein Eduard Godelmann (1885–1895), diesmal als Postagent. Sein Nachfolger war Hermann Kleinhaus (1896–1916) als Postverwalter, 1912 zum Postsekretär ernannt.

### Religionen
Buchhagen ist in das evangelische Kirchspiel Kirchbrak eingepfarrt, obwohl es näher an Bodenwerder liegt. Hintergrund hierfür ist die ehemalige Zugehörigkeit Buchhagens zum Fürstentum Braunschweig-Wolfenbüttel, während Bodenwerder zum Fürstentum Calenberg gehörte. Pfarrerin ist dort derzeit Corinna Engelmann.
Buchhagen gehört auch zur katholischen Kirchengemeinde Maria Königin (Bodenwerder) mit Hl. Familie Eschershausen und Hl. Herz Jesu Stadtoldendorf, welche von dem aus Polen stammenden Priester Jan Lacki betreut wird.
Im Ort befindet sich das Deutsche Orthodoxe Dreifaltigkeitskloster mit einer kleinen deutschen Mönchsgemeinschaft unter Abt Johannes Pfeiffer. Außerdem wirkt hier noch der Archimandrit Symeon als Priester.

### Einwohnerentwicklung
In den letzten Jahrzehnten sank die Einwohnerzahl des ruhig gelegenen Ortes ohne große Arbeitsgelegenheiten von 68 auf derzeit 37 Personen.

## Sehenswürdigkeiten

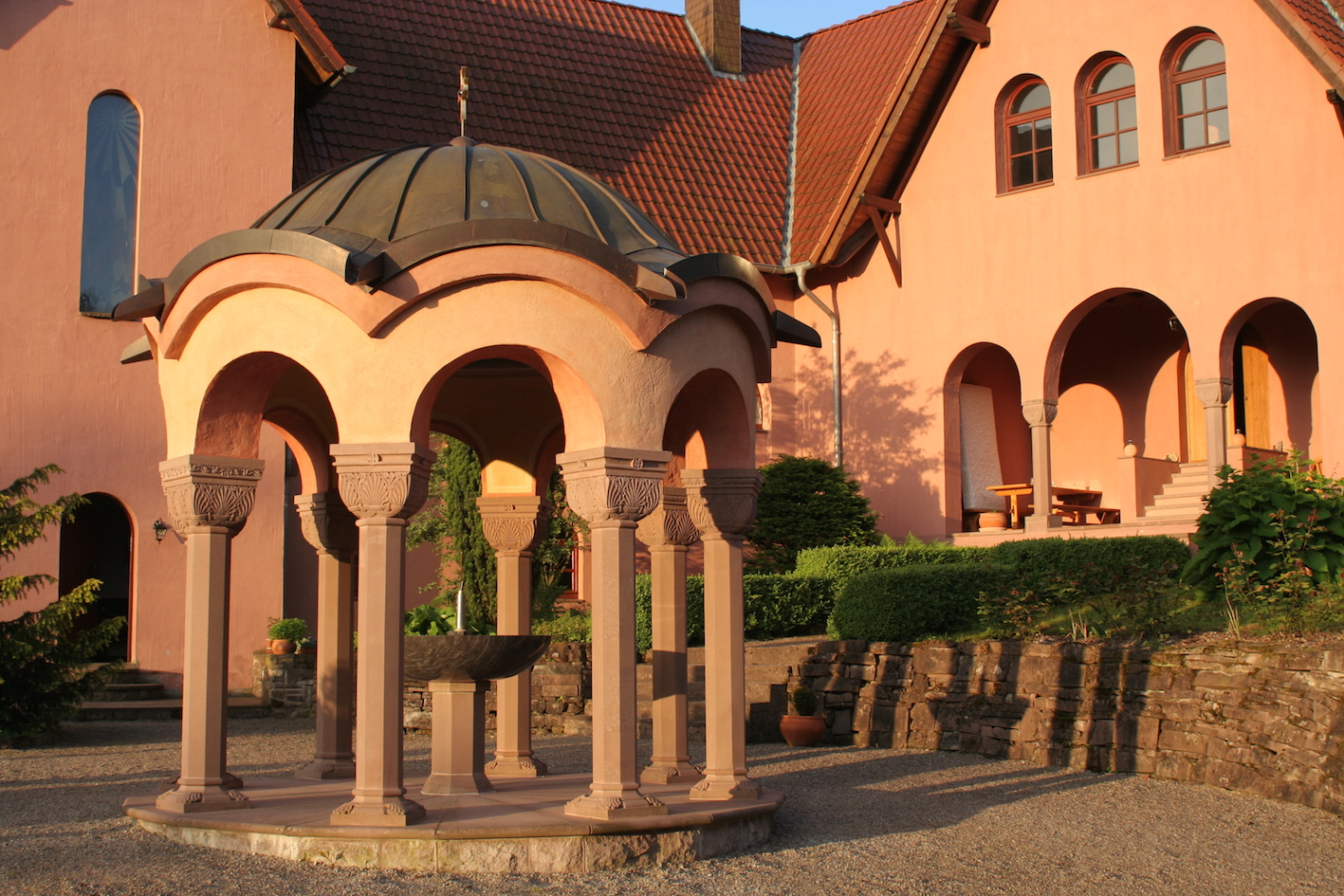
Innenhof des Dreifaltigkeitskloster Buchhagen

Im Wald oberhalb von Buchhagen liegt das Deutsche orthodoxe Dreifaltigkeitskloster, ein Mönchskloster. Es wurde am 3. Oktober 1990, dem Tag der Deutschen Wiedervereinigung, gegründet und zu Ostern 1992 von den Mönchen bezogen. Nach der Klosterweihe durch den bulgarischen orthodoxen Metropoliten Symeon im Jahre 1994 wurde die Krypta 1996 für den öffentlichen gottesdienstlichen Gebrauch geweiht. Die Architektur fußt auf der byzantinischen Klosterarchitektur und wird mit der Weser-Romanik (Kloster Corvey u. a.) vermischt, um hiermit neben der Pflege des Deutschen Chorals nicht nur im Geistigen, sondern auch im Materiellen dem Anspruch einer Deutschen Orthodoxen Kirche Rechnung zu tragen.